# Helgeroa
Helgeroa est une ville dans la municipalité de Larvik, dans le comté de Vestfold, en Norvège.

## Description
Elle se situe sur le côté est du Langesundsfjord (en). Elle s'est agrandie en absorbant le village de Nevlunghavn. et compte, en 2022, 962 habitants.
En été, Helgeroa est une station balnéaire populaire, avec, entre autres, la marina d'Helgeroa et la plage et le camping de Blokkebukta. Elle possédait une station de pilote. Un ferry transporte les passagers à l'île d'Arøya et jusqu'à Langesund.
Le port d'Helgeroa est situé sous le vent du Skagerrak du côté nord d'un isthme de galets, nommé Mølen. De Mølen, le grand Raet avec la route traverse le Vestfold. En raison d'une topographie difficile, y compris à Langangen, il y a eu une longue transition du transport terrestre au transport maritime précisément à Helgeroa. Depuis Helgeroa, il y avait alors une liaison par bateau soit vers l'intérieur des terres vers le Frierfjord (en), soit vers l'ouest vers les villes du comté d'Agder.
Avant l'ouverture du pont entre Brevik et Stathelle en 1961, la ligne de ferry Langesund-Helgeroa était une liaison importante pour le trafic routier entre la Norvège orientale et la Norvège méridionale.
Helgeroa abrite désormais un grand port de plaisance bien équipé, ainsi que des restaurants et des bars de fruits de mer au bord de l'océan. Il a un centre commercial situé sur la route principal. Tout le trafic vers les îles du Langesundsfjord, dont certaines sont peuplées tout au long de l'année, part du port de Helgeroa. 
Le monument Nesjar est situé dans le village et a été érigé à l'occasion du 1000e anniversaire de la bataille de Nesjar, qui a eu lieu à Helgeroa en 1026.

## Aires protégées
- Réserve naturelle de Hummerbakken
- Réserve naturelle de Kinnhalvøya
- Réserve naturelle de Styggås